# Rare vogels
Rare vogels is het 315e stripverhaal van Jommeke. De reeks wordt getekend door Studio Jef Nys. Het album verscheen op 31 mei 2023.

## Verhaal
Rare vogels is een gag-album met korte verhalen van één pagina met telkens een grap, net zoals Jef Nys' eerste albums van Jommeke.

## Achtergronden bij het verhaal
- De gags werd geschreven door Willy Linthout en Ann Smet.
- Rare vogels was het eerste Jommeke-album voor illustrator Dieter Steenhaut. Hij gaf zijn grootvader een cameo in het album.[1]